# 林粉蚧属
林粉蚧属（学名：Drymococcus）是粉介壳虫科下的一个属。

## 下属物种
本属包括以下物种：
- 根林粉蚧 Drymococcus rhizophilus Borchsenius, 1962